# سفين بيكر
سفين بيكر (بالألمانية: Sven Becker)‏ هو جراح ألماني، ولد في 14 فبراير 1968 في فيسبادن في ألمانيا.